# 4月22日
4月22日（しがつにじゅうににち）は、グレゴリオ暦で年始から112日目（閏年では113日目）にあたり、年末まではあと253日ある。

## できごと

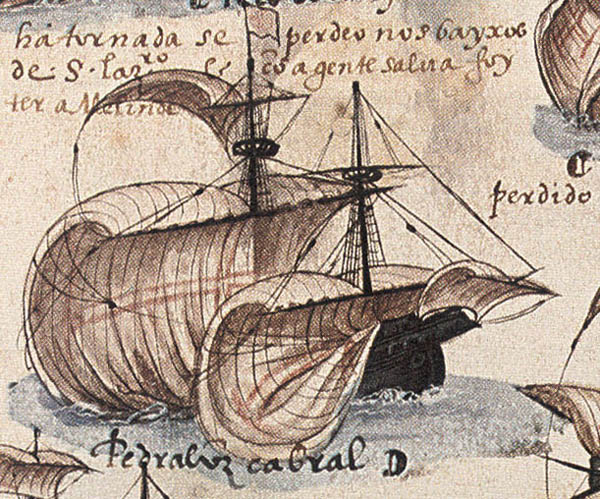
ペドロ・アルヴァレス・カブラルの船団、ブラジルに到達(1500)。画像はカブラルの帆船

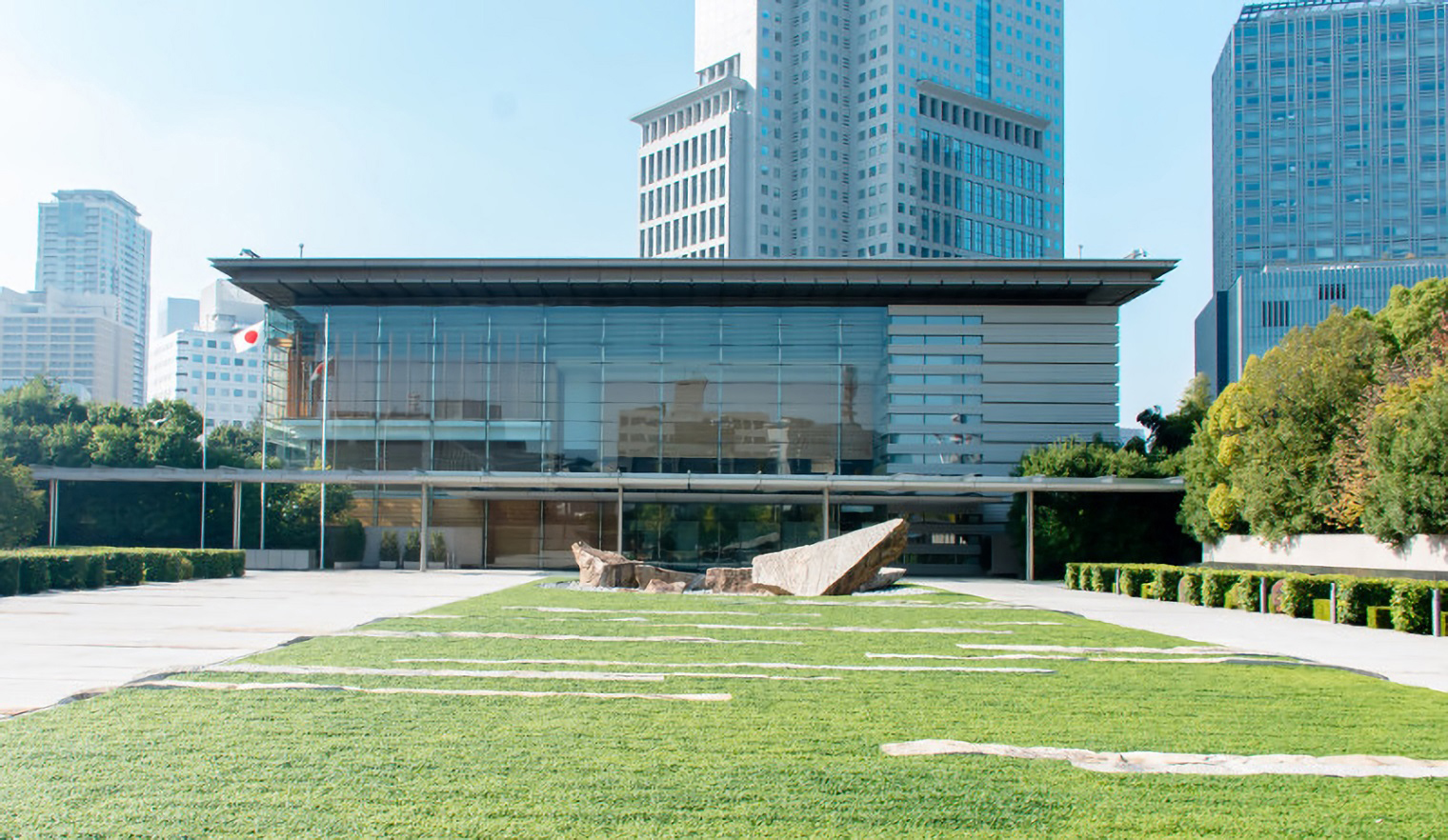
日本の新首相官邸開館(2002)

- 353年（永和9年3月3日） - 王羲之が名士41名を別荘に招いて宴を開き、詩集の序文として『蘭亭序』を書く。
- 1212年（建暦2年3月30日） - 鴨長明が『方丈記』を書き上げる。
- 1500年 - ポルトガルによるアメリカ大陸の植民地化: ポルトガルのペドロ・アルヴァレス・カブラルの船団が、ヨーロッパ人では初めてブラジルに到達。
- 1806年（文化3年3月4日） - 江戸で文化の大火。
- 1891年 - 大槻文彦著の国語辞典『言海』全4巻が完結。
- 1906年 - アテネオリンピック（中間大会）が開幕。
- 1911年 - 清華学堂（現在の清華大学）設立。
- 1912年 - 長野県松本市内で大規模火災が発生。1464戸が焼失[1]。
- 1915年 - 第一次世界大戦: 第二次イーペル会戦でドイツ軍がフランス軍に対し史上初の大規模毒ガス攻撃を行う。
- 1922年 - 日本で健康保険法公布。
- 1925年 - 日本で治安維持法公布。
- 1927年 - 昭和金融恐慌対策として金銭債務の3週間の支払い猶予（モラトリアム）を緊急実施。
- 1930年 - 「ロンドン海軍軍縮条約」に調印。補助艦の保有比を英米10：日本7に制限。
- 1946年 - 4月10日の総選挙の結果を受け幣原喜重郎内閣が総辞職。首相となる予定だった鳩山一郎が公職追放となり、1か月間首相不在となる。
- 1946年 - 漫画『サザエさん』が夕刊フクニチ紙上で連載開始。
- 1947年 - 日本の警視庁がアメリカ製のポリグラフ（嘘発見器）を初試験。
- 1950年 - 日本戦没学生記念会（わだつみ会）が結成大会。
- 1950年 - 第1回ミス日本コンテスト開催[2]。山本富士子が選ばれる[3]。
- 1951年 - 朝鮮戦争: 中朝連合軍が第五次戦役を始める。朝鮮人民軍1軍団が開城を占領する。以後開城が北朝鮮領となる。
- 1968年 - 横浜市の人口が名古屋市を抜いて日本第2位となる[4]。
- 1969年 - ロビン・ノックス＝ジョンストン（英語版）が史上初のヨットによる単独無寄港世界一周を達成。
- 1970年 - 同年1月22日に商業運航を開始したボーイング747型機が、初めて日本航空に受領される[5]。
- 1981年 - マザー・テレサが世界宗教者平和会議に出席するために初来日[6]。
- 1984年 - 同年4月17日に英国で行われたデモで、女性警察官らが殺害されたことを起因に、午後6時からイギリスがリビアと国交を断絶[7]。
- 1985年 - パンナムが太平洋路線と機材・従業員・各種の権利をユナイテッド航空に売却。
- 1990年 - スペースワールドが開園。
- 1992年 - グアダラハラ爆発事故が発生。
- 1993年 - ウェブブラウザNCSA Mosaicのヴァージョン1.0がリリースされる。
- 1995年 - 日本全国の公立学校でこれまでの毎月第2土曜日に加え第4土曜日も休業日となる。（学校週5日制）
- 1996年 - イーストマン・コダック社が提唱し、フィルムメーカーとカメラメーカーが新たに規格化したアドバンストフォトシステム (APS) が、世界同時発売[8]。
- 1997年 - ペルー日本大使公邸占拠事件: 大使公邸に軍・警察が突入。立て籠っていたゲリラは全員射殺。軍人2人とペルーの政府高官1人が死亡。
- 1999年 - コロンビアで子供200人殺害のルイス・ガラビートが逮捕される。
- 2002年 - 新首相官邸が開館。
- 2004年 - 俳優、柳生博が日本野鳥の会の新会長に就任。
- 2004年 - 北朝鮮の龍川駅で貨物列車が爆発事故を起こす。
- 2008年 - 超党派野党、参議院に選択的夫婦別姓制度を盛り込んだ民法改正案を提出。
- 2010年 - 自由民主党議員の舛添要一が離党、翌日に改革クラブへ入党し「新党改革」に名称を変更、代表に就任する。
- 2015年 - 首相官邸無人機落下事件が発生。
- 2016年 - 新名神高速道路有馬川橋橋桁落下事故が発生。
- 2021年 - 日本初の都市索道となるYOKOHAMA AIR CABINが開業。

## 誕生日

### 人物

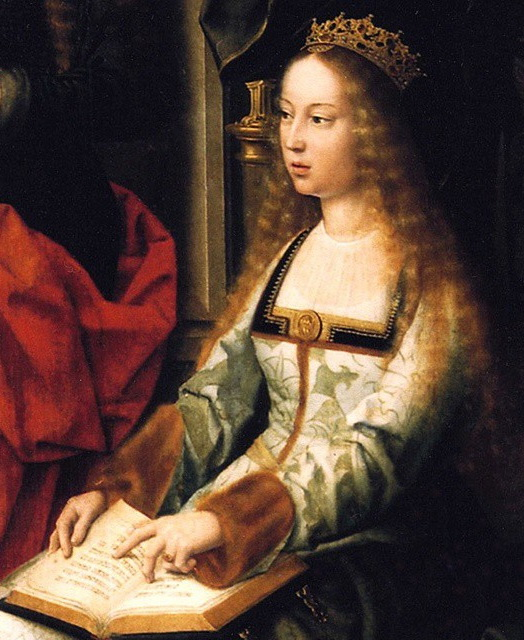
レコンキスタを完成させたカスティーリャ女王、イサベル1世(1451-1504)誕生。

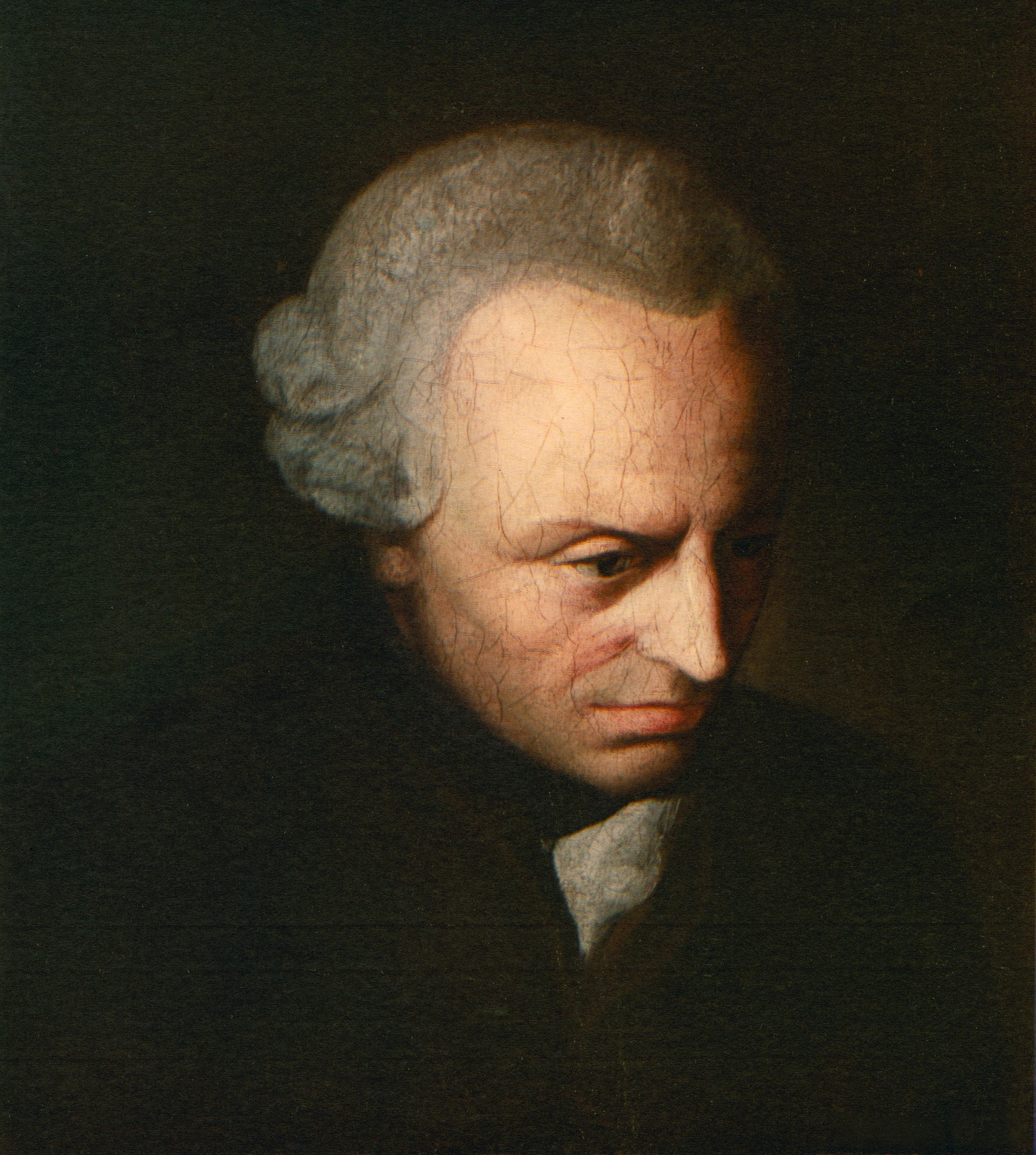
ドイツ観念論の祖、哲学者イマヌエル・カント(1724-1804)誕生。

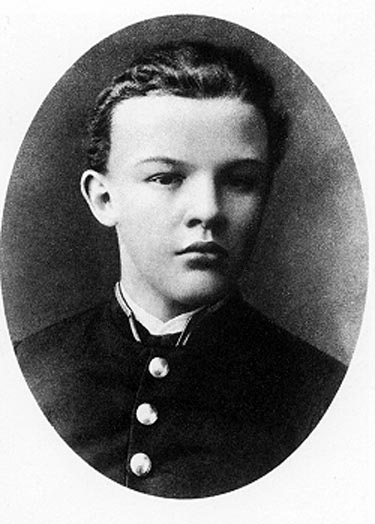
革命家、ウラジーミル・レーニン(1870-1924)誕生。

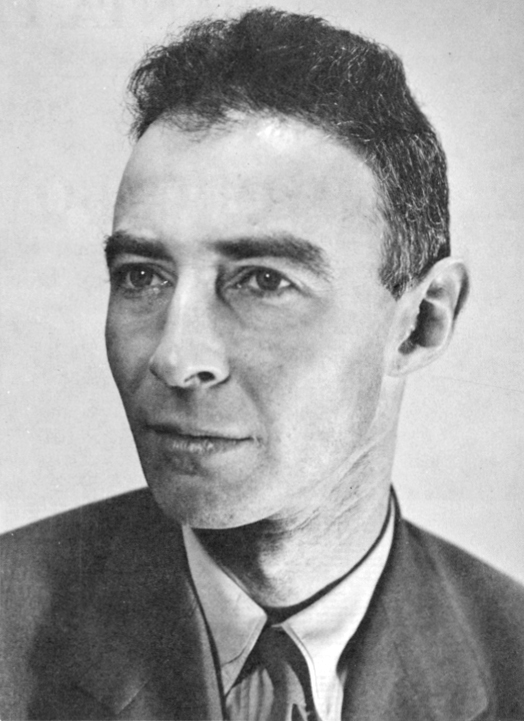
広島・長崎に投下された原子爆弾の開発を主導した物理学者ロバート・オッペンハイマー(1904-1967)誕生。

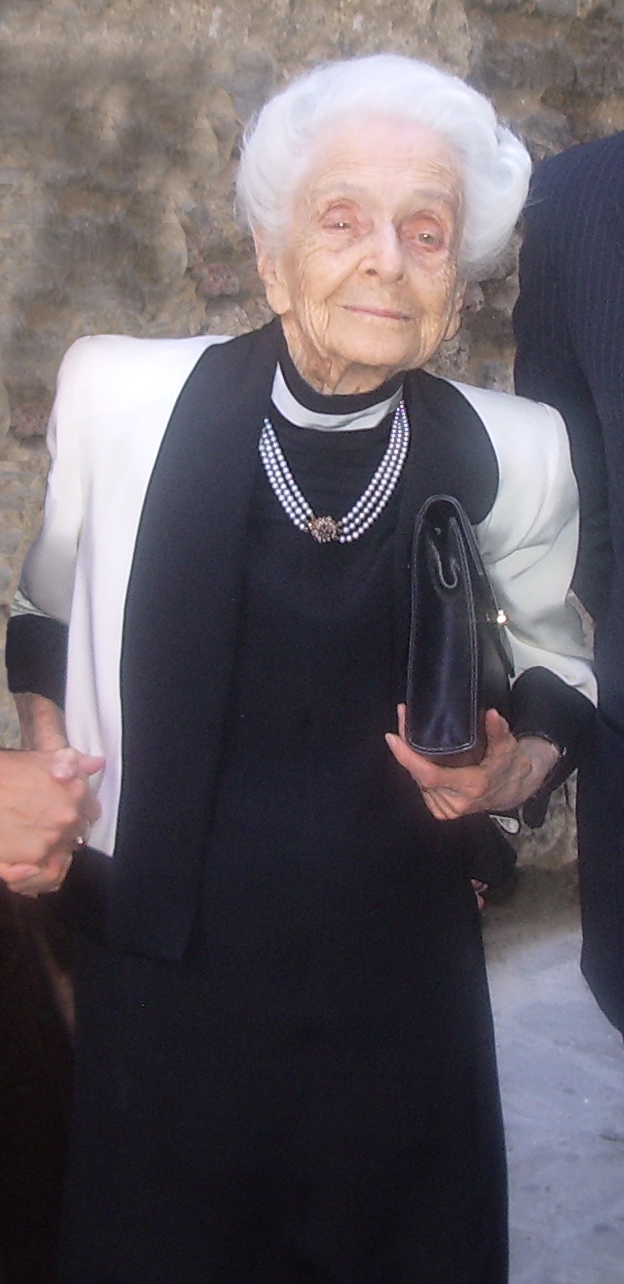
神経学者、リータ・レーヴィ＝モンタルチーニ(1909-2012)誕生。

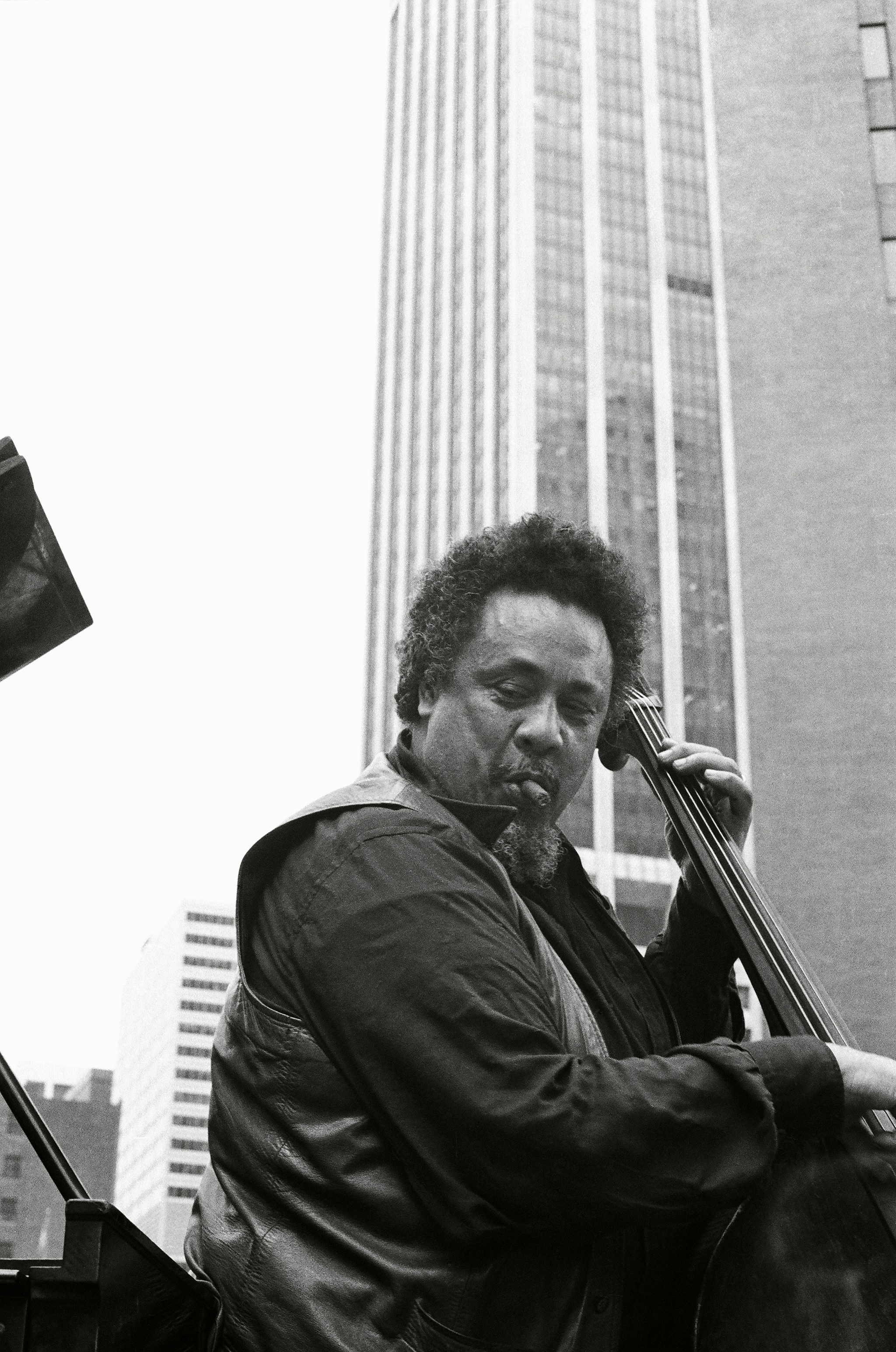
ジャズベーシスト、チャールズ・ミンガス(1922-1979)誕生。代表作『直立猿人』(1956)

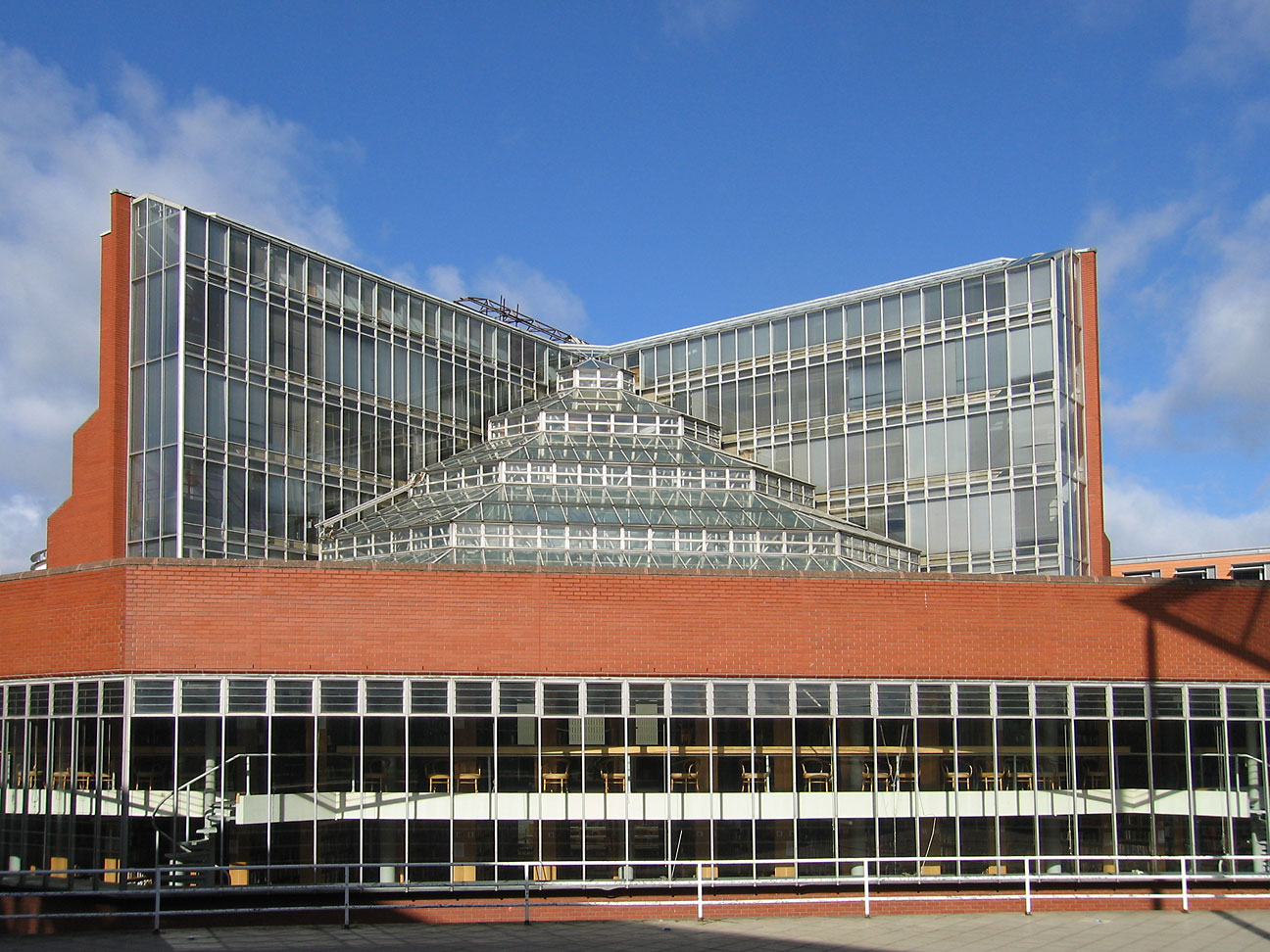
建築賞「スターリング賞」に名を残す建築家ジェームズ・スターリング(1926-1992)誕生。。画像は『ケンブリッジ大学歴史学部ビル』(1968)

- 1451年 - イサベル1世、カスティーリャ女王（+ 1504年）
- 1513年（永正10年3月17日） - 立花道雪、大友氏家臣（+ 1585年）
- 1610年 - アレクサンデル8世、第241代ローマ教皇（+ 1691年）
- 1658年 - ジュゼッペ・トレッリ、作曲家、ヴァイオリニスト（+ 1709年）
- 1658年（明暦4年3月20日） - 脇坂安照、第2代龍野藩主（+ 1722年）
- 1659年（万治2年3月1日） - 仙石政明、初代出石藩主（+ 1717年）
- 1666年（寛文6年3月18日） - 一柳頼徳、第3代小松藩主（+ 1724年）
- 1707年 - ヘンリー・フィールディング、劇作家、小説家（+ 1754年）
- 1724年 - イマヌエル・カント、哲学者（+ 1804年）
- 1729年 - マイケル・ヒレガス、政治家（+ 1804年）
- 1766年 - スタール夫人、小説家、評論家（+ 1817年）
- 1794年 - ヘルマン・フリードリヒ・ヒンリヒス、哲学者（+ 1861年）
- 1798年（寛政10年3月7日） - 伊達斉義、第11代仙台藩主（+ 1828年）
- 1840年 - オディロン・ルドン、画家（+ 1916年）
- 1848年（嘉永元年3月19日） - 加納久宜、政治家（+ 1919年）
- 1851年（嘉永4年3月21日） - 土方雄永、第12代菰野藩主（+ 1884年）
- 1852年 - ギヨーム4世、ルクセンブルク大公（+ 1912年）
- 1853年 - アルフォンス・ベルティヨン、警察官、犯罪学者（+ 1914年）
- 1854年 - アンリ・ラ・フォンテーヌ、国際法学者（+ 1943年）
- 1866年 - ハンス・フォン・ゼークト、軍人（+ 1936年）
- 1867年（慶応3年3月18日） - 三宅速、外科医（+ 1945年）
- 1868年 - ジョゼ・ヴィアナ・ダ・モッタ、ピアニスト、作曲家（+ 1948年）
- 1870年（ユリウス暦4月10日） - ウラジーミル・レーニン、ボリシェヴィキ指導者（+ 1924年）
- 1876年 - ローベルト・バーラーニ、医師、医学者（+ 1936年）
- 1884年 - オットー・ランク、精神分析家（+ 1939年）
- 1891年 - ハロルド・ジェフリーズ、数学者、統計学者、地球物理学者（+ 1989年）
- 1893年 - 前田久吉、実業家（+ 1986年）
- 1895年 - 三浦一雄、政治家（+ 1963年）
- 1896年 - 横山エンタツ、漫才師（+ 1971年）
- 1899年 - ウラジーミル・ナボコフ、小説家（+ 1977年）
- 1899年 - 水谷一生、陸軍軍人（+ 1949年）
- 1901年 - テイラー・ドゥーシット、野球選手（+ 1986年）
- 1903年 - 璽光尊、宗教家（+ 1983年）
- 1904年 - ロバート・オッペンハイマー、理論物理学者（+ 1967年）
- 1909年 - リータ・レーヴィ＝モンタルチーニ、神経学者（+ 2012年）
- 1912年 - 新藤兼人、映画監督（+ 2012年）
- 1912年 - キャスリーン・フェリア、コントラルト歌手（+ 1953年）
- 1912年 - ダニエル・ホワイト、作曲家（+ 1997年）
- 1914年 - ミハエル・ヴィットマン、ナチス・ドイツの軍人（+ 1944年）
- 1915年 - 北村暢、政治家（+ 1955年）
- 1916年 - ユーディ・メニューイン、ヴァイオリニスト、指揮者（+ 1999年）
- 1917年 - シドニー・ノーラン、画家（+ 1992年）
- 1918年 - ミッキー・バーノン、プロ野球選手（+ 2008年）
- 1919年 - ドナルド・クラム、化学者（+ 2001年）
- 1919年 - 建畠覚造、彫刻家（+ 2006年）
- 1920年 - 日比野武、プロ野球選手（+ 1975年）
- 1922年 - チャールズ・ミンガス、ジャズベース奏者（+ 1979年）
- 1922年 - リチャード・ディーベンコーン、画家（+ 1993年）
- 1923年 - アーロン・スペリング、映画プロデューサー、テレビプロデューサー（+ 2006年）
- 1924年 - ジェームス・スターリング、建築家（+ 1992年）
- 1924年 - 谷田比呂美、元プロ野球選手
- 1927年 - 内山清、元プロ野球選手（+ 2013年）
- 1929年 - 加賀乙彦、小説家（+ 2023年）
- 1929年 - 新川和江、詩人（+ 2024年）
- 1929年 - ギリェルモ・カブレラ＝インファンテ、作家（+ 2005年）
- 1929年 - マイケル・アティヤ、数学者（+ 2019年）
- 1929年 - ジョン・ニックス、フィギュアスケート選手
- 1930年 - 松永伍一、詩人、作家、評論家（+ 2008年）
- 1932年 - 高橋弘干、ピアノ調律師、青葉ピアノ創業者
- 1932年 - 東泉東二、元プロ野球選手
- 1932年 - 冨田勲、作曲家（+ 2016年）
- 1933年 - 赤江瀑、小説家（+ 2012年）
- 1935年 - ポール・チェンバース、ジャズベース奏者（+ 1969年）
- 1936年 - 恵川康太郎、元プロ野球選手
- 1936年 - 増山江威子、声優 （+ 2024年）
- 1936年 - 古葉竹識、元プロ野球選手、監督（+ 2021年）
- 1936年 - グレン・キャンベル、ミュージシャン（+ 2017年）
- 1937年 - ジャック・ニコルソン、俳優
- 1938年 - 三宅一生、ファッションデザイナー（+ 2022年）
- 1938年 - 加治屋義人、政治家（+ 2018年）
- 1940年 - 柴田昌宏、元俳優、鍼灸師
- 1941年 - アミール・プヌーリ、計算機科学者（+ 2009年）
- 1941年 - サイモン・アッシャー・レヴィン、生態学者
- 1941年 - 児玉禎彦、元プロ野球選手
- 1945年 - 鰐淵晴子、女優
- 1946年 - 椿原紀昭、政治家、元北海道夕張郡栗山町長
- 1946年 - ジョン・ウォーターズ、映画監督
- 1946年 - 増本豊、調教師（+ 2013年）
- 1947年 - 松森正、漫画家
- 1948年 - 澤雄二、政治家（+ 2025年）
- 1948年 - 長尾敏広、元プロ野球選手
- 1949年 - 相本和則、元プロ野球選手
- 1950年 - 佐藤佳孝、技術者、実業家、元北海道電力社長
- 1950年 - ピーター・フランプトン、ミュージシャン
- 1951年 - 上西博昭、プロゴルファー
- 1951年 - ポール・キャラック、シンガーソングライター
- 1952年 - 神垣雅行、元プロ野球選手
- 1954年 - 中田譲治、声優、俳優
- 1955年 - 間嶋里美、声優
- 1955年 - ジョニー・トー、映画監督
- 1955年 - アーサー・ベイカー、音楽プロデューサー
- 1955年 - デビッド・クライド、元プロ野球選手
- 1956年 - 北野隆典、実業家
- 1957年 - 吉見俊哉、社会学者
- 1957年 - 宮崎弘教、元プロ野球選手
- 1957年 - 琴千歳幸征、元大相撲力士
- 1957年 - 川浪葉子、声優（+2025年）
- 1957年 - ドナルド・トゥスク、政治家、元ポーランド首相
- 1958年 - 笑福亭仁嬌、落語家
- 1959年 - テリー・フランコーナ、元プロ野球選手、監督
- 1959年 - 尾上旭、元プロ野球選手（+ 2022年）
- 1960年 - 西川知一郎、裁判官
- 1961年 - 田村正浩、フリーアナウンサー
- 1963年 - ブランカ・フェルナンデス・オチョア、元アルペンスキー選手
- 1964年 - 武田康、元プロ野球選手
- 1964年 - 茅弘二、歌手
- 1965年 - 高橋竜、ベーシスト、作曲家、プロデューサー
- 1965年 - 長谷有洋、声優（+ 1996年）
- 1966年 - 福嶋健一郎、政治家、元衆議院議員
- 1966年 - ヨルゲン・パーソン、卓球選手
- 1966年 - 若林弘泰、元プロ野球選手
- 1966年 - 三谷幸宏、元スピードスケート選手、元競輪選手
- 1967年 - シェリル・リー、女優
- 1967年 - 篠宮とも子、AV女優
- 1967年 - 杉田水脈、政治家
- 1968年 - 今掛勇、アニメ監督
- 1969年 - 鈴木結女、シンガーソングライター
- 1969年 - 三島有紀子、映画監督、脚本家
- 1969年 - 井上京子、プロレスラー
- 1969年 - ポール・ゴンザレス、元プロ野球選手
- 1969年 - ディオン・ダブリン、元サッカー選手
- 1970年 - 秋山浩徳、ミュージシャン（元MOON CHILD）
- 1970年 - 西本智実、指揮者
- 1970年 - 鈴木健介、俳優
- 1970年 - 清水洋三、漫画家
- 1970年 - アンドレア・ジャーニ、バレーボール選手
- 1971年 - ウラジミール・フェドロフ、フィギュアスケート選手
- 1971年 - エリック・メビウス、俳優
- 1972年 - 鉄谷竜三、柔道選手
- 1973年 - 川合千春、女優、タレント
- 1973年 - 遠藤紗矢、元プロレスラー
- 1973年 - 永川満寿、元プロ野球選手
- 1973年 - 国近友昭、元陸上競技選手、指導者
- 1974年 - 寺村友和、元プロ野球選手
- 1974年 - アドリアン・イリエ、サッカー選手
- 1974年 - 上村健一、元サッカー選手
- 1974年 - 立石智紀、元サッカー選手
- 1975年 - 鈴木麻衣花、女優
- 1975年 - カルロス・サストレ、自転車競技選手
- 1975年 - グレッグ・ムーア、レーシングドライバー（+ 1999年）
- 1976年 - 林田賢太、脚本家、映画監督（+ 2008年）
- 1977年 - 有島モユ、声優
- 1977年 - マルク・ファン・ボメル、元サッカー選手
- 1977年 - 今井ゆうぞう、歌手（+ 2020年）
- 1979年 - 津山ちなみ、漫画家
- 1979年 - 久保隆司、お笑い芸人（ヴェートーベン）
- 1979年 - 太宰啓介、騎手
- 1979年 - 三浦香子、サッカー選手
- 1979年 - 陽建福、プロ野球選手
- 1980年 - カルロス・ヘルナンデス、元プロ野球選手
- 1981年 - Jaaたけや、お笑い芸人
- 1982年 - 下屋則子[9]、声優
- 1982年 - デビッド・パーシー、プロ野球選手
- 1982年 - カカ、サッカー選手
- 1982年 - 井原直樹、元陸上競技選手
- 1982年 - アンドリュー・グラハム、元プロ野球選手
- 1983年 - 赤澤涼太、声優
- 1983年 - 三田真希、元競泳選手
- 1984年 - 山瀬幸宏、元サッカー選手、指導者
- 1985年 - 尾崎愛、女優
- 1985年 - 榊菜美、フリーアナウンサー、気象予報士
- 1985年 - 増嶋竜也、元サッカー選手、指導者
- 1985年 - 岩佐千亜紀、陸上競技選手
- 1985年 - マーガレット・アデオイエ、陸上競技選手
- 1986年 - 三浦真理子、レースクイーン、タレント
- 1986年 - 橋本晃司、元サッカー選手
- 1986年 - アンバー・ハード、女優
- 1986年 - マーショーン・リンチ、アメリカンフットボール選手
- 1986年 - エリック・ベーガー、元プロ野球選手
- 1987年 - 朝野久美、シッティングバレーボール選手（+ 2008年）
- 1987年 - 今野美里、タレント
- 1987年 - ダヴィド・ルイス、サッカー選手
- 1987年 - ミケル、元サッカー選手
- 1987年 - 児玉裕輔、プロレスラー
- 1987年 - 岳たかはし、元プロボクサー
- 1988年 - 平有紀子、ファッションモデル
- 1988年 - ディー・ゴードン、プロ野球選手
- 1989年 - 中田翔、プロ野球選手
- 1989年 - 鈴木惇、サッカー選手
- 1989年 - 橋内竜真、サッカー選手
- 1989年 - ヤスパー・シレッセン、サッカー選手
- 1989年 - 冨田尚弥、元競泳選手
- 1990年 - 藍原みほ、元女優
- 1990年 - イブ・ミュアヘッド、カーリング選手
- 1990年 - マシン・ガン・ケリー、シンガソングライター
- 1990年 - 千葉雄喜、ラッパー、ソングライター、音楽プロデューサー、ファッションモデル
- 1991年 - 斉藤壮馬、声優
- 1992年 - ぺえ、タレント
- 1992年 - 森星、ファッションモデル
- 1992年 - 西修、漫画家
- 1992年 - 西川明花、サッカー選手
- 1992年 - イングリッシュ・ガードナー、陸上競技選手
- 1992年 - エドウィン・エスコバー、プロ野球選手
- 1993年 - 小野瀬康介、サッカー選手
- 1994年 - 柳裕也、プロ野球選手
- 1994年 - 加賀美翔、元サッカー選手
- 1994年 - 原貫太、YouTuber
- 1995年 - 野村峻哉、陸上選手
- 1996年 - 森山あすか、お笑い芸人
- 1996年 - 山内日菜子、プロゴルファー
- 1996年 - 水城夢子、女優、アイドル（元妄想キャリブレーション、元BYOB）（+ 2023年）
- 1996年 - 斎藤恭代、ファッションモデル
- 1997年 - 溝呂木世蘭、ファッションモデル（元E-traps）
- 1997年 - 渡辺瑠海、アナウンサー
- 1997年 - ブライアン・アブレイユ、プロ野球選手
- 1998年 - 大本将吾、元プロ野球選手
- 1998年 - 千葉耕太、元プロ野球選手
- 1999年 - 森遼大朗、プロ野球選手
- 1999年 - 真中まな、アイドル（FRUITS ZIPPER）
- 2000年 - 横田俊吾、陸上競技選手
- 2002年 - 川本笑瑠、アイドル（CUTIE STREET）
- 2004年 - 吉柳咲良、女優
- 2004年 - 漆舘拳大、サッカー選手
- 2005年 - 笠井季璃、バレーボール選手
- 2007年 - 佐藤和花、重量挙げ選手
- 2008年 - 柴崎楓雅、子役
- 生年不詳 - 磯野千尋、女優、元宝塚歌劇団
- 生年不詳 - 米須太一、声優
- 生年不詳 - 中川和恵、声優、女優、タレント
- 生年不詳 - 又村奈緒美[10]、声優
- 生年不詳 - 福嶋晴菜、声優
- 生年不詳 - 天音かなた、バーチャルYouTuber
- 生年不詳 - グウェル・オス・ガール、バーチャルYouTuber

### 人物以外（動物など）
- 2005年 - エスポワールシチー、競走馬、種牡馬

## 忌日
- 296年 - カイウス、ローマ教皇

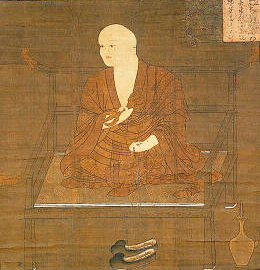
真言宗の開祖空海(774-835)高野山奥之院で入定。

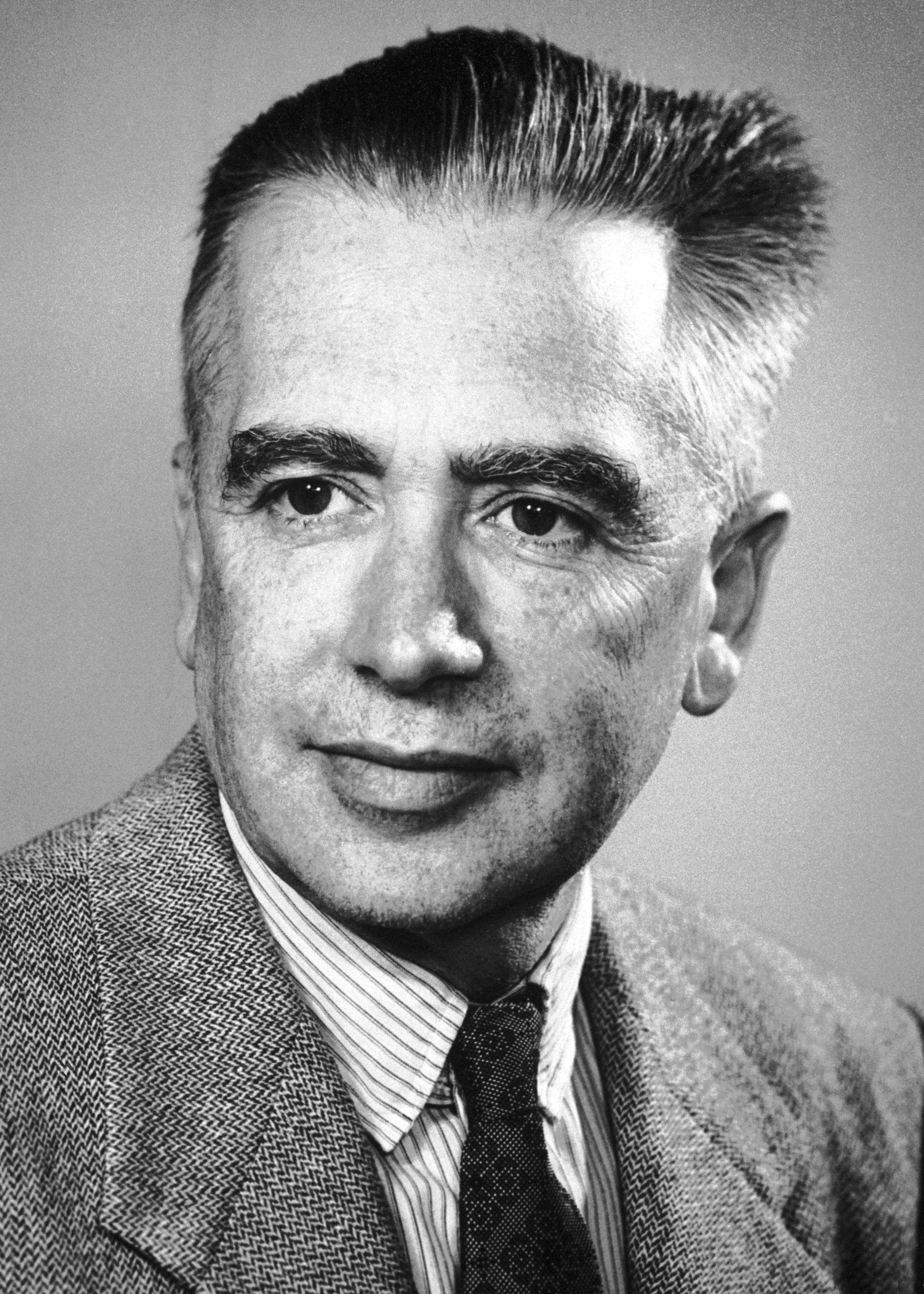
反陽子を発見した物理学者、エミリオ・セグレ(1905-1989)没。

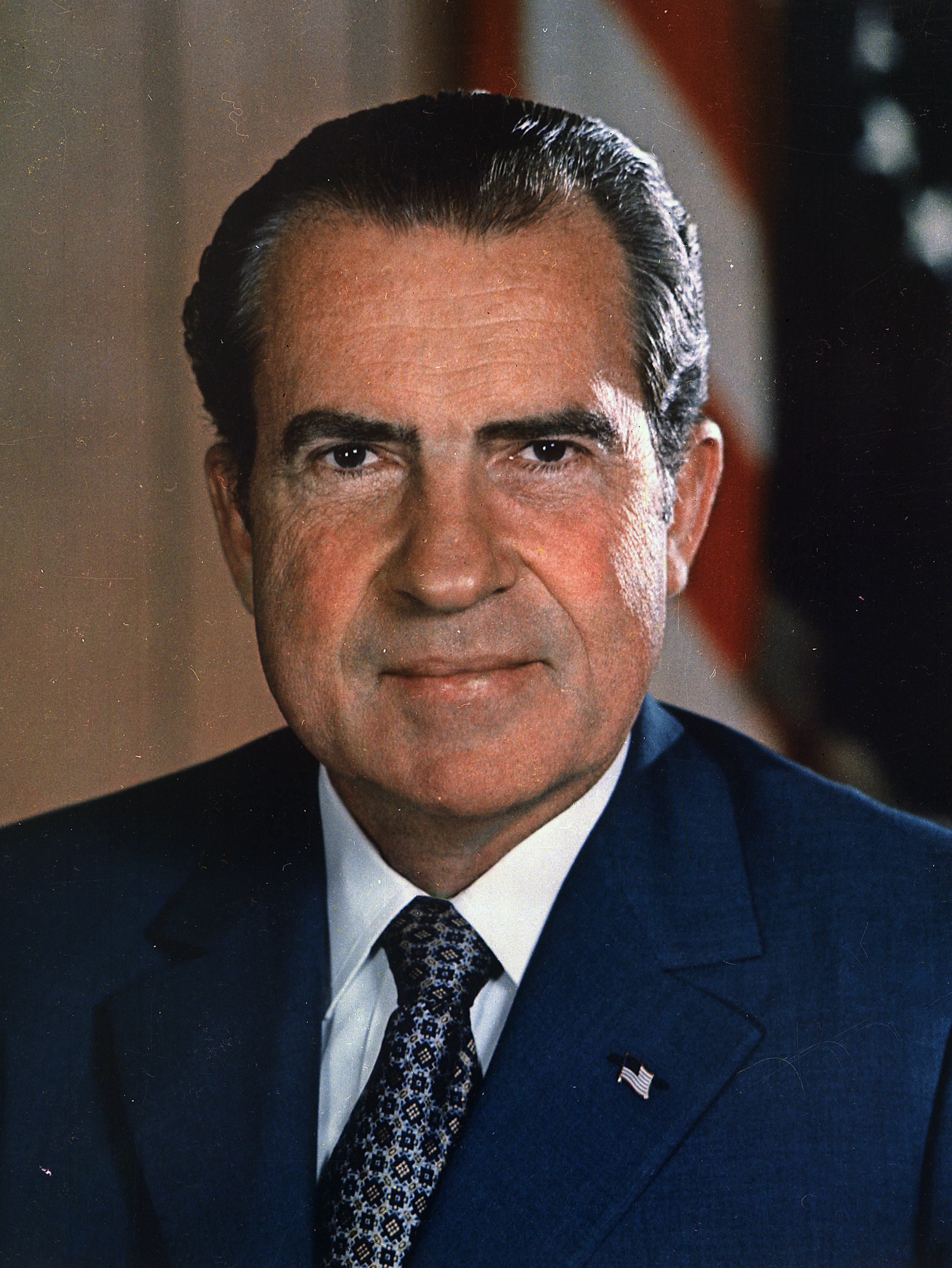
アメリカ合衆国第36・37代大統領、リチャード・ニクソン(1913-1994)没。ウォーターゲート事件での辞任であったため国葬は行われず。

- 536年 - アガペトゥス1世、ローマ教皇
- 717年（霊亀3年3月3日）- 石上麻呂、公卿、左大臣（* 640年）
- 835年（承和2年3月21日[11]） - 空海、日本真言宗の開祖（* 774年）
- 1630年（寛永7年3月10日） - 日奥、日蓮宗不受不施派の開祖（* 1565年）
- 1776年 - ヨハン・アドルフ・シャイベ、作曲家（* 1708年）
- 1782年 - ヨゼフ・フェルディナンド・ゼゲル、作曲家（* 1716年）
- 1806年 - ピエール・ヴィルヌーヴ、フランス海軍の提督（* 1763年）
- 1833年 - リチャード・トレヴィシック、機械技師（* 1771年）
- 1844年 - アンリ・モンタン・ベルトン、ヴァイオリニスト、作曲家、教師（* 1767年）
- 1866年 - ジュゼッペ・トミンツ、画家（* 1790年）
- 1884年 - マリー・タリオーニ、バレエダンサー（* 1804年）
- 1892年 - エドゥアール・ラロ、作曲家（* 1823年）
- 1903年 - アレクサンダー・ラムジー、第34代アメリカ合衆国陸軍長官（* 1815年）
- 1908年 - ヘンリー・キャンベル＝バナマン、政治家、イギリス首相（* 1836年）
- 1910年 - 荻原碌山、彫刻家（* 1879年）
- 1928年 - 大倉喜八郎、実業家（* 1837年）
- 1933年 - ヘンリー・ロイス、自動車技術者、ロールス・ロイス共同創業者 （* 1863年）
- 1945年 - ケーテ・コルヴィッツ、版画家、彫刻家（* 1867年）
- 1951年 - 三杦磯善七、大相撲力士（* 1892年）
- 1953年 - アーミン・ロイシュナー、天文学者（* 1868年）
- 1953年 - ジャン・チョクラルスキー、化学者（* 1885年）
- 1975年 - ウィリー・ベックル、フィギュアスケート選手（* 1893年）
- 1978年 - 山元護久、放送作家、児童文学者（* 1934年）
- 1981年 - 北野吉登、実業家、北野建設創業者（* 1895年）
- 1983年 - 安田徳太郎、医師、歴史家（* 1898年）
- 1984年 - アンセル・アダムス、写真家（* 1902年）
- 1984年 - 野長瀬正夫、詩人、児童文学者（* 1906年）
- 1985年 - ポール・エメット、化学工学者（* 1900年）
- 1986年 - ミルチャ・エリアーデ、宗教学者（* 1907年）
- 1989年 - エミリオ・セグレ、物理学者（* 1905年）
- 1993年 - 西園寺公一、政治家（* 1906年）
- 1994年 - リチャード・ニクソン、政治家、第37代アメリカ合衆国大統領（* 1913年）
- 1995年 - 阿部助哉、農民運動家、政治家（* 1914年）
- 1996年 - 石井輝司、実業家、大正製薬2代目社長、明治薬科学園第5代理事長（* 1915年）
- 1997年 - 小沼宏至、剣道家（* 1927年）
- 1997年 - 石和鷹、小説家、編集者（* 1933年）
- 2000年 - 武谷三男、理論物理学者、三段階論・技術論提唱者（* 1911年）
- 2002年 - 斎藤英四郎、実業家、元新日本製鐵社長、第6代経団連会長（* 1911年）
- 2002年 - リンダ・ラヴレース、女優（* 1949年）
- 2003年 - マイケル・ララビー、陸上競技選手、1964年東京五輪金メダリスト（* 1933年）
- 2005年 - フィリップ・モリソン、物理学者（* 1915年）
- 2005年 - エドゥアルド・パオロッツィ、彫刻家、美術家（* 1924年）
- 2005年 - ポール牧、コメディアン、タレント、俳優、元僧侶（* 1941年）
- 2006年 - アリダ・ヴァリ、女優（* 1921年）
- 2006年 - 砂川憲和、尺八奏者（* 1974年）
- 2008年 - 刺賀信雄、実業家、元日本板硝子社長（* 1921年）
- 2008年 - 川越美和、女優、歌手（* 1973年）
- 2009年 - ケン・アナキン、映画監督（* 1914年）
- 2009年 - ジャック・カーディフ、撮影監督（* 1914年）
- 2009年 - 七田眞、就学前教育研究者（* 1929年）
- 2009年 - デイヴィッド・ケラーマン、銀行家、元連邦住宅金融抵当公庫CFO（* 生年不詳）
- 2010年 - 河野高明、プロゴルファー（* 1940年）
- 2010年 - 中野友雄、実業家、元北海道電力社長（* 1916年）
- 2011年 - 中村太郎、政治家、第50代労働大臣（* 1918年）
- 2011年 - ウィール・クーバー、サッカー選手、指導者（* 1924年）
- 2012年 - ホセ・ヨンパルト、法哲学者、司祭、上智大学名誉教授（* 1930年）
- 2012年 - 岩代浩一、作曲家（* 1930年）
- 2013年 - 田畑金光、政治家、元福島県いわき市長（* 1914年）
- 2013年 - リッチー・ヘブンス、歌手、ギタリスト（* 1941年）
- 2014年 - 大橋健三郎、アメリカ文学者、翻訳家、東京大学名誉教授（* 1919年）
- 2014年 - 鹿園直建、地球科学者、慶應義塾大学名誉教授（* 1946年）
- 2015年 - 赤羽賢司、天文学者、東京大学名誉教授（* 1926年）
- 2015年 - 船戸与一、小説家（* 1944年）
- 2015年 - 萩原流行、俳優（* 1953年）
- 2016年 - 石井久、実業家、江戸橋証券創業者、元立花証券社長（* 1923年）
- 2016年 - 堀江文夫、政治家、元群馬県沼田市長（* 1924年）
- 2016年 - 薗田坦、哲学者、宗教学者、京都大学名誉教授、仁愛大学名誉教授（* 1936年）
- 2016年 - 伊奈久喜、ジャーナリスト、日本経済新聞特別編集委員（* 1953年）
- 2017年 - 有賀正、政治家、元長野県松本市長（* 1931年）
- 2017年 - 中井洽、政治家（* 1942年）
- 2017年 - 小川正行、教育学者、公衆衛生学者（* 1951年）
- 2017年 - ミケーレ・スカルポーニ、ロードレース(自転車競技)選手（* 1979年）
- 2018年 - 兼清正徳、国文学者（* 1914年）
- 2019年 - レ・ドゥック・アイン、軍人、政治家、第2代ベトナム社会主義共和国主席（* 1920年）
- 2019年 - ヘザー・ハーパー、ソプラノ歌手（* 1930年）
- 2019年 - ビッグ・ジョン・クイン、プロレスラー（* 1941年）
- 2019年 - デイヴ・サミュエルズ、ヴィブラフォン奏者、マリンバ奏者（* 1948年）
- 2020年 - シャーリー・ナイト、女優（* 1936年）
- 2020年 - サマンサ・フォックス、女優、ポルノ女優（* 1951年）
- 2020年 - ハートヴィッヒ・ガウダー、競歩選手、1980年モスクワ五輪金メダリスト（* 1954年）
- 2021年 - エイドリアン・ギャレット、プロ野球選手（* 1943年）
- 2021年 - 帯谷信弘、総合格闘家、元DEEPライト級王者（* 1981年）
- 2022年 - 古賀秀男、西洋史学者、山口大学名誉教授（* 1933年）
- 2022年 - 横山マコト、漫才師（横山ホットブラザーズ）（* 1934年）
- 2022年 - 加々美光行、政治学者、愛知大学名誉教授（* 1944年）
- 2022年 - 福島幹雄、実業家、元JFE商事ホールディングス・JFE商事社長（* 1945年）
- 2022年 - ギイ・ラフレール、アイスホッケー選手（* 1951年）
- 2023年 - ハーブ・ダグラス、走幅跳び選手（* 1922年）
- 2023年 - バリー・ハンフリーズ、コメディアン、俳優、脚本家（* 1934年）
- 2023年 - 朱銘、彫刻家（* 1938年）
- 2023年 - フランク・シュー、天文学者、天体物理学者（* 1943年）
- 2024年 - 金泰龍、政治家（* 1934年）
- 2024年 - 岩本久人、政治家（* 1943年）
- 2024年 - 三好美智子、女優（* 1943年）

## 記念日・年中行事

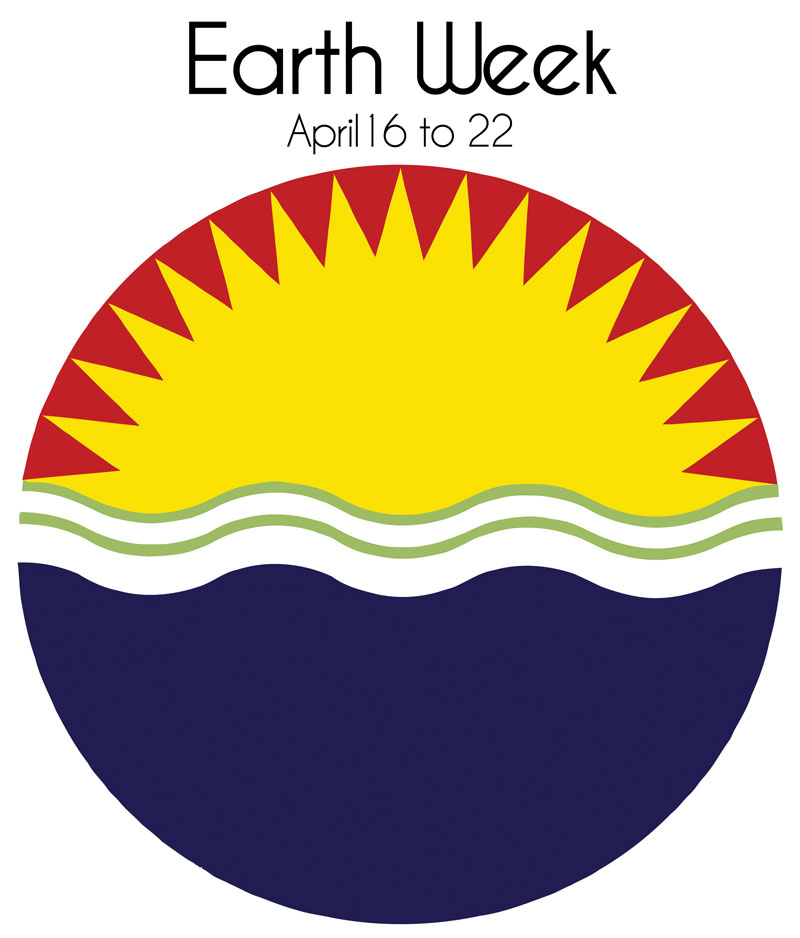
1970年のアースウィークのロゴ

- アースデイ（地球の日）（ 世界）
- 国際母なる地球デー（英語版）（ 世界）
2009年の国連総会で制定され、2010年から実施。アースデーを正式に国連の記念日（国際デー）にしたもの。
- よい夫婦の日（ 日本）
国際連合が「国際家族年（International Year of the Family）」と定めた1994年に、講談社が制定[12]。「よい(4)ふうふ(22)」の語呂合わせ。 この他、日本国内の類似の記念日として、毎月22日が「夫婦の日」、2月2日も「夫婦の日」、11月22日が「いい夫婦の日」、11月23日が「いい夫妻の日」などがある。
- カーペンターズの日（ 日本）
1969年のこの日にアメリカのレコードレーベルであるA&Mレコードと契約し、カーペンターズとしての活動を開始したことを記念し、2009年にユニバーサルミュージックが制定[13]。